# Royal Rumble 2006
Royal Rumble (2006) was een professioneel worsel-pay-per-view (PPV) evenement dat georganiseerd werd door WWE voor hun Raw en SmackDown! brands. Het was de 19e editie van Royal Rumble en vond plaats op 29 januari 2006 in het American Airlines Arena in Miami, Florida.

## Matches
| Nr. | Match                                                                                | Winnaar(s)         | Opmerkingen                                                           | Bron  |
| --- | ------------------------------------------------------------------------------------ | ------------------ | --------------------------------------------------------------------- | ----- |
| 1H  | Finlay vs. Brian Kendrick                                                            | Finlay             | Eén-op-één match. Vooraf opgenomen op Heat.                           | [ 2 ] |
| 2   | Gregory Helms vs. Kid Kash (c) vs. Funaki vs. Jamie Noble vs. Nunzio vs. Paul London | Gregory Helms (nc) | Cruiserweight Open voor het WWE Cruiserweight Championship.           | [ 2 ] |
| 3   | Mickie James vs. Ashley                                                              | Mickie James       | Eén-op-één match met Trish Stratus als Special Guest Referee.         | [ 2 ] |
| 4   | The Boogeyman vs. John "Bradshaw" Layfield (met Jillian Hall)                        | The Boogeyman      | Eén-op-één match.                                                     | [ 2 ] |
| 5   | 30-man Royal Rumble match voor een wereldkampioenschapswedstrijd op WrestleMania 22. | Rey Mysterio       | Mysterio won door Randy Orton ls laatste te elimineren.               | [ 2 ] |
| 6   | John Cena vs. Edge (c) (met Lita)                                                    | John Cena (nc)     | Eén-op-één match voor het WWE Championship. Cena won door submission. | [ 2 ] |
| 7   | Kurt Angle (c) vs. Mark Henry (met Daivari)                                          | Kurt Angle         | Eén-op-één match voor het World Heavyweight Championship.             | [ 2 ] |

### Royal Rumble match
| Nr. | Entree              | Brand      | Orde | Geëlimineerd door               | Eliminaties | Tijd     | Bron  |
| --- | ------------------- | ---------- | ---- | ------------------------------- | ----------- | -------- | ----- |
| 1   | Triple H            | Raw        | 28   | Rey Mysterio                    | 6           | 1:00:16  | [ 3 ] |
| 2   | Rey Mysterio        | SmackDown! | —    | Winnaar                         | 6           | 1:02:12* | [ 3 ] |
| 3   | Simon Dean          | SmackDown! | 1    | Rey Mysterio and Triple H       | 0           | 00:45    | [ 3 ] |
| 4   | Psicosis            | SmackDown! | 2    | Rey Mysterio                    | 0           | 01:15    | [ 3 ] |
| 5   | Ric Flair           | Raw        | 3    | Triple H                        | 0           | 01:20    | [ 3 ] |
| 6   | Big Show            | Raw        | 7    | Triple H                        | 2           | 09:02    | [ 3 ] |
| 7   | Jonathan Coachman   | Raw        | 4    | Big Show                        | 0           | 00:30    | [ 3 ] |
| 8   | Bobby Lashley       | SmackDown! | 6    | Big Show and Kane               | 1           | 04:17    | [ 3 ] |
| 9   | Kane                | Raw        | 8    | Triple H                        | 1           | 03:33    | [ 3 ] |
| 10  | Sylvan              | SmackDown! | 5    | Bobby Lashley                   | 0           | 00:18    | [ 3 ] |
| 11  | Carlito             | Raw        | 26   | Rob Van Dam                     | 2           | 38:29    | [ 3 ] |
| 12  | Chris Benoit        | SmackDown! | 17   | Randy Orton                     | 2           | 30:31    | [ 3 ] |
| 13  | Booker T            | SmackDown! | 9    | Chris Benoit                    | 0           | 00:18    | [ 3 ] |
| 14  | Joey Mercury        | SmackDown! | 22   | Shawn Michaels and Johnny Nitro | 1           | 29:14    | [ 3 ] |
| 15  | Tatanka             | SmackDown! | 12   | Joey Mercury and Johnny Nitro   | 0           | 14:09    | [ 3 ] |
| 16  | Johnny Nitro        | SmackDown! | 23   | Shawn Michaels                  | 2           | 25:45    | [ 3 ] |
| 17  | Trevor Murdoch      | Raw        | 13   | Shawn Michaels                  | 0           | 13:41    | [ 3 ] |
| 18  | Eugene              | Raw        | 15   | Chris Benoit                    | 0           | 16:25    | [ 3 ] |
| 19  | Road Warrior Animal | SmackDown! | 10   | Rob Van Dam                     | 0           | 02:49    | [ 3 ] |
| 20  | Rob Van Dam         | Raw        | 27   | Triple H and Rey Mysterio       | 4           | 23:52    | [ 3 ] |
| 21  | Orlando Jordan      | SmackDown! | 21   | Randy Orton                     | 0           | 16:09    | [ 3 ] |
| 22  | Chavo Guerrero      | Raw        | 11   | Triple H                        | 0           | 00:59    | [ 3 ] |
| 23  | Matt Hardy          | SmackDown! | 14   | Viscera                         | 0           | 07:42    | [ 3 ] |
| 24  | Super Crazy         | SmackDown! | 16   | Rey Mysterio and Rob Van Dam    | 0           | 07:40    | [ 3 ] |
| 25  | Shawn Michaels      | Raw        | 25   | Shane McMahon**                 | 4           | 12:55    | [ 3 ] |
| 26  | Chris Masters       | Raw        | 19   | Carlito                         | 1           | 07:01    | [ 3 ] |
| 27  | Viscera             | Raw        | 18   | Carlito & Chris Masters         | 1           | 05:20    | [ 3 ] |
| 28  | Shelton Benjamin    | Raw        | 24   | Shawn Michaels                  | 0           | 06:51    | [ 3 ] |
| 29  | Goldust             | Raw        | 20   | Rob Van Dam                     | 0           | 03:09    | [ 3 ] |
| 30  | Randy Orton         | SmackDown! | 29   | Rey Mysterio                    | 2           | 13:04    | [ 3 ] |